# Adam Krupski
Adam Krupski (biał. Адам Крупскі); (ur. 7 lipca 1706 w Wilnie, zm. 8 marca 1748 w Nowogródku) – profesor filozofii, jezuita, proboszcz Kościoła katolickiego w Wielkim Księstwie Litewskim. Ekspert prawny w zakresie ustawodawstwa Wielkiego Księstwa Litewskiego, autor dialogu szkolnego. Zachowały się jego odręczne wykłady z filozofii. W swojej działalności dydaktycznej trzymał się idei Oświecenia.

## Biografia
- 14 lipca 1723 r. - wstąpił do zakonu jezuitów w Wilnie[1].
- W latach 1736–1737 - profesor retoryki w Połockim Kolegium Jezuitów.
- W latach 1737–1738 - prefekt Szkoły w Ilukste.
- W latach 1739–1740 - profesor filozofii w Mińskim kolegium jezuickim.
- W latach 1740–1742 - profesor filozofii w kolegium jezuickim miasta Kroże (Litwa).
- W latach 1742–1746 - prokurator prowincji Zakonu Jezuitów (Towarzystwo Jezusowe).
- W latach 1746–1748 - profesor filozofii w Nowogródku (Kolegium jezuitów w Nowogródku).